# Proteoglycaan
Proteoglycanen zijn te vinden in de extracellulaire matrix. Het zijn moleculen die bestaan uit glycosaminoglycanen die gebonden zijn aan een "core-protein" of kerneiwit. Het kerneiwit wordt gemaakt in het ruw endoplasmatisch reticulum. De glycosaminoglycanen worden covalent gebonden aan het kerneiwit in het golgiapparaat. Proteoglycanen kunnen erg in grootte verschillen. De meeste proteoglycanen worden gebonden aan hyaluronzuur.

## Functie
Proteoglycanen hebben meerdere functies. Doordat ze zo'n groot oppervlak innemen zorgen ze ervoor dat er minder compressie plaatsvindt en gaan ze snelle verspreiding van micro-organismen en kwaadaardige cellen tegen. Ook kunnen ze dienen als moleculaire filters. De belangrijkste eigenschap van proteoglycanen is dat ze graag watermoleculen binden. Dit komt doordat ze sterk negatief geladen zijn. 
Proteoglycanen vormen een belangrijk onderdeel van kraakbeen. Het kraakbeen in de gewrichten bevat veel water dat door de proteoglycanen wordt aangetrokken. Dit water zorgt voor stevigheid en schokdemping. Artrose, een gewrichts-aandoening van het bewegingsapparaat, wordt veroorzaakt door de afbraak van proteoglycanen.

## Tandheelkundig voorbeeld
Het ligamentum parodontale bestaat uit onder andere fibroblasten en de door deze cellen uitgescheiden grondsubstantie met daarin vooral collagene vezels. Deze collagene vezels liggen in iedere richting in het ligament en zitten zowel aan het cement als aan het alveolaire bot vast. De tand blijft hierdoor dus vast zitten en kan krachten in alle richtingen weerstaan, vooral trekkrachten.
Alle delen van het ligamentum parodontale samen zorgen, als een soort hydraulische demper, voor schokabsorptie. De weefselvloeistof, de elastische vezels van de grondsubstantie en het bloed in de bloedvaten werken als een visco-elastisch systeem; de hydrostatische druk in de bloedvaten (de bloeddruk), de druk van de weefselvloeistof en de zwellingsdruk. 
Het weefselvloeistof is normaal al samengeperst zodat er geen vervormingen mogelijk zijn (samengeperste vloeistoffen zijn niet vervormbaar). Dat komt doordat proteoglycanen positieve ionen aantrekken zodat water de matrix mee ingaat door osmose. Doordat water enigszins naar binnen diffundeert ontstaat er een zwellingsdruk die gecompenseerd wordt door de collagene vezels in de matrix. Op die manier ontstaat een grote druk in de matrix waardoor deze nauwelijks vervormbaar is.
Komt er nu druk op het weefsel te staan, dan wordt de druk van het weefselvloeistof groter (want vloeistoffen onder druk zijn vrijwel niet samendrukbaar) en dus wordt er meer weefselvloeistof verplaatst ergens anders naartoe. Het weefsel geeft dan dus ietsje mee. De druk van de weefselvloeistof wordt dan weer kleiner terwijl die van de bloedvaten en omliggende weefsels iets ook toeneemt, net zo lang totdat de krachten elkaar weer compenseren (ook de osmotische druk in de matrix neemt toe zodat water er weer uitgeperst wordt). Compenseren alle krachten elkaar weer, dan heeft het weefsel ietsje meegegeven en ook de druk opgevangen. Gaat de kracht weg, dan wordt de druk van het weefselvloeistof weer minder en herstelt het systeem zich weer tot de oude waarden.